# Destrnik
Destrnik è un comune di 2 702 abitanti della Slovenia nord-orientale.